# Corrente di saturazione inversa
La corrente di saturazione o, più propriamente, corrente di saturazione inversa, è la corrente che viene visualizzata nel grafico della caratteristica tensione-corrente quando il diodo (reale) viene sottoposto ad una tensione inferiore a 0 e quindi alimentato inversamente. Questa corrente è molto piccola (nell'ordine dei nano-ampere) finché non si raggiunge una tensione negativa denominata di "Breakdown", ove la corrente scende improvvisamente. C'è da specificare che alle volte la tensione di breakdown può essere di centinaia o migliaia di volt e il raggiungimento di tale tensione inversa può causare la rottura fisica del componente.

## Definizione formale
La corrente di saturazione inversa può anche essere definita come la quota parte di corrente inversa in un diodo causata dalla diffusione dei portatori di carica minoritari dalla regione neutra alla regione di carica spaziale; tale corrente è quasi del tutto indipendente dalla tensione inversa 
.
Sia {\displaystyle I_{\mathrm {S} }}, la corrente media di saturazione inversa di un diodo p-n ideale; essa è data da 
:
{\displaystyle I_{\mathrm {S} }=eA\left({\sqrt {\frac {D_{\mathrm {p} }}{\tau _{\mathrm {p} }}}}{\frac {n_{\mathrm {i} }^{2}}{N_{\mathrm {D} }}}+{\sqrt {\frac {D_{\mathrm {n} }}{\tau _{\mathrm {n} }}}}{\frac {n_{\mathrm {i} }^{2}}{N_{\mathrm {A} }}}\right),}
in cui:
- {\displaystyle I_{\mathrm {S} }} è la corrente media di saturazione inversa;
- {\displaystyle e} è la carica elementare;
- {\displaystyle A} è la sezione trasversale dell'area;
- {\displaystyle D_{\mathrm {p} }} e {\displaystyle D_{\mathrm {n} }} sono i coefficienti di diffusione di, rispettivamente, lacune ed elettroni;
- {\displaystyle N_{\mathrm {D} }} ed {\displaystyle N_{\mathrm {A} }} sono le concentrazioni di donatori ed accettori rispettivamente nella sezione {\displaystyle n} e nella sezione {\displaystyle p};
- {\displaystyle n_{\mathrm {i} }} è la concentrazione intrinseca di portatori all'interno del materiale semi-conduttore;
- {\displaystyle \tau _{\mathrm {p,n} }} sono i coefficienti di vita media di, rispettivamente, lacune ed elettroni.